# Округ Паркер (Тексас)
Округ Паркер (енгл. Parker County) је округ у америчкој савезној држави Тексас. По попису из 2010. године број становника је 116.927.

## Демографија
Према попису становништва из 2010. у округу је живело 116.927 становника, што је 28.432 (32,1%) становника више него 2000. године.
| Група             | 2000.          | 2010.          |
| Белци             | 78.980 (89,2%) | 99.698 (85,3%) |
| Афроамериканци    | 1.586 (1,8%)   | 1.915 (1,6%)   |
| Азијати           | 306 (0,3%)     | 639 (0,5%)     |
| Хиспаноамериканци | 6.211 (7,0%)   | 12.410 (10,6%) |
| Укупно            | 88.495         | 116.927        |